# أبابيل1
أبابيل1 ويرمز لها بـA1 اسم طائرة بدون طيار فلسطينية من صناعة كتائب الشهيد عز الدين القسام الجناح العسكري لحركة المقاومة الإسلامية (حماس).

## تاريخ
بدأ تصميمها في زمن نضال فرحات ورفقاؤه عام 2003م، ولكن اغتاله جيش الاحتلال الإسرائيلي وهو يحاول تجهيز الطائرة ومعه 5 من رفقائه من كتائب القسام، وبعد أكثر من 10 سنوات أُعلن عن استخدامها لأوّل مرة يوم 14 يوليو/تموز 2014 أثناء الحرب الإسرائيلية على غزة (معركة العصف المأكول) . أعلنت حركة حماس أن الطائرة من إنتاج مهندسيها.
حاولت كتائب القسام منذ اندلاع إنتفاضة الأقصى تصنيع الطائرة، ولكن المجموعة التي بدأت الأمر -نضال فرحات ورفقاؤه-تم اغتيالها.
حيث أستشهد القائد المصنّع نضال فرحات في عملية اغتيال صهيونية جبانة نفذتها المخابرات الصهيونية بالتعاون مع عملائها بعد زرع عبوة ناسفة في المكان الذي كانت تعمل به المجموعة في وحدة التطوير والتصنيع، فبينما كانوا يجهزون طائرة صغيرة تعمل بالتوجه عن بعد، قضى ستة من الشهداء .

### نص بيان كتائب القسام عقب الاغتيال
بيان عسكري صادر عن كتائب الشهيد عز الدين القسام
....العدو الصهيوني يغتال ستة مجاهدين من كتائب القسام....
يا جماهير شعبنا الفلسطيني المجاهد ... يا أمتنا العربية والإسلامية..
تزف كتائب الشهيد عز الدين القسام كوكبة شهدائها الأبرار الذين قضوا نحبهم غدراً في عملية اغتيال مدبرة بينما كانوا يجهزون طائرة صغيرة تعمل بالتوجه عن بعد وصلت إليهم عبر عملية معقدة ظهر اليوم الأحد 15 ذو الحجة 1423هـ الموافق 16-2-2003م .
وكوكبة الشهداء هم :
الشهيد المجاهد / نضال فتحي فرحات
الشهيد المجاهد / أكرم فهمي نصار
الشهيد المجاهد / محمد إسماعيل سلمي
الشهيد المجاهد / إياد فرج شلدان
الشهيد المجاهد / مفيد عوض البل
الشهيد المجاهد / أيمن إبراهيم مهنا
نحسبهم كذلك ولا نزكي على الله أحداً ،وقد أصيب في هذه العملية مجاهدأخر نسأل الله تعالى له الشفاء.
إن كتائب الشهيد عز الدين القسام إذ تنعى شهدائها الأبرار فإنها تعاهد الله تعالى أن تظل قابضة على جمر الجهاد حتى تحرير كامل أرضنا الفلسطينية المغتصبة ولن يطول ردنا بإذن الله تعالى .
وإنه لجهاد نصر أو استشهاد

### اغتيال المشرف على تصنيعها
تبيّن لاحقاً أن المهندس التونسي محمد الزواري أشرف على صناعتها، ظهر ذلك بعد اغتياله على يد الموساد في تونس 15 ديسمبر 2016 .

## نماذج متنوعة
والطائرة لها ثلاث نماذج:
1. طائرة A1A وهي ذات مهام استطلاعية.
2. طائرة A1B وهي ذات مهام هجومية-إلقاء.
3. طائرة A1C وهي ذات مهام هجومية-انتحارية.

## فوق مبنى وزارة الدفاع الإسرائيلية
كشفت حماس أول مرة أن طائراتها قامت في إحدى طلعاتها بمهام محددة فوق مبنى وزارة الدفاع الإسرائيلية ويقع مقرها في كرياه، تل أبيب التي يقاد منها العدوان على قطاع غزة.

## فيديو
- طائرة "أبابيل1" تستطلع بإسرائيل وتعود لـغزة بسلام على يوتيوب - تقرير الجزيرة.